# Муравка (приток Рановы)
Муравка — река в России, протекает в Милославском районе Рязанской области. Левый приток Рановы.

## География
Река Муравка берёт начало рядом с деревней Дубасово. Течёт на юго-восток и впадает в Ранову у села Мураевня. Устье реки находится в 145 км по левому берегу реки Ранова. Длина реки составляет 12 км.

## Данные водного реестра
По данным государственного водного реестра России относится к Окскому бассейновому округу, водохозяйственный участок реки — Проня от истока и до устья, речной подбассейн реки — Бассейны притоков Оки до впадения Мокши. Речной бассейн реки — Ока.
По данным геоинформационной системы водохозяйственного районирования территории РФ, подготовленной Федеральным агентством водных ресурсов:
- Код водного объекта в государственном водном реестре — 09010102112110000025486
- Код по гидрологической изученности (ГИ) — 110002548
- Код бассейна — 09.01.01.021
- Номер тома по ГИ — 10
- Выпуск по ГИ — 0